# Michael Mifsud
Michael Mifsud (ur. 17 kwietnia 1981 w Piecie) – piłkarz maltański grający na pozycji napastnika.

## Kariera klubowa
Karierę piłkarską Mifsud rozpoczął w klubie Sliema Wanderers. W sezonie 1997/1998 zadebiutował w jego barwach w maltańskiej Premier League i w debiutanckim sezonie zdobył jedną bramkę w 6 rozegranych spotkaniach. W kolejnym był już podstawowym zawodnikiem zespołu i zaliczył 8 trafień, a w sezonie 1999/2000 z 21 golami na koncie został królem strzelców ligi, a także wicemistrzem kraju i zdobywcą Pucharu Malty. Także w sezonie 2000/2001 Michael był najlepszym strzelcem ligi - tym razem strzelił 30 bramek.
Latem 2001 Mifsud podpisał kontrakt z niemieckim 1. FC Kaiserslautern. W Bundeslidze zadebiutował 28 lipca w wygranym 4:0 wyjazdowym spotkaniu z TSV 1860 Monachium. Rozegrał jednak tylko 5 spotkań w sezonie i został zesłany do rezerw przegrywając tym samym rywalizację o miejsce w ataku z Miroslavem Klose i Vratislavem Lokvencem. W sezonie 2002/2003 Maltańczyk zdobył dwa gole w pierwszym zespole - w meczach z Hansą Rostock oraz VfL Wolfsburg, obu zremisowanych 2:2. Z Kaiserslautern dotarł do finału Pucharu Niemiec. W sezonie 2003/2004 ponownie występował w rezerwach i nie zaliczając żadnego spotkania w barwach pierwszego zespołu. Na początku 2004 odszedł do Sliemy Wanderers i zdobył dla niej 8 goli w lidze.
W połowie 2004 roku Mifsud ponownie wyjechał zagranicę i trafił do Norwegii. Został piłkarzem klubu Tippeligaen, Lillestrøm SK. W swoim pierwszym sezonie spędzonym w tym klubie nie zdobył bramki, ale już w następnym strzelił ich 6. Z kolei w 2006 roku zaliczył 11 trafień i stał się najskuteczniejszym zawodnikiem zespołu.
10 stycznia 2007 roku Mifsud podpisał 2,5-letni kontrakt z angielskim zespołem Coventry City, grającym w tamtejszej Football League Championship. 13 stycznia zadebiutował w jego barwach w lidze, w przegranym 2:4 domowym spotkaniu z Crystal Palace F.C. Natomiast 22 stycznia strzelił swoją premierową bramkę na angielskich boiskach, a Coventry przegrało 2:3 z Plymouth Argyle. Do końca sezonu strzelił jeszcze 3 gole. Kolejne bramki na boiskach Championship Maltańczyk zdobywał także w sezonie 2007/2008 - łącznie zdobył ich 10. Na wiosnę sezonu 2008/2009 Mifsud został wypożyczony do Barnsley, gdzie rozegrał 15 ligowych meczów. Po powrocie do Coventry, rozwiązał kontrakt z klubem. Obecnie związany jest z maltańskim klubem Valletta FC.
| Sezon   | Klub                       | Kraj     | Rozgrywki      | Mecze | Bramki |
| ------- | -------------------------- | -------- | -------------- | ----- | ------ |
| 1997/98 | Sliema Wanderers           | Malta    | Premier League | 6     | 1      |
| 1998/99 | Sliema Wanderers           | Malta    | Premier League | 23    | 8      |
| 1999/00 | Sliema Wanderers           | Malta    | Premier League | 28    | 21     |
| 2000/01 | Sliema Wanderers           | Malta    | Premier League | 25    | 20     |
| 2001/02 | 1. FC Kaiserslautern       | Niemcy   | Bundesliga     | 5     | 0      |
| 2001/02 | 1. FC Kaiserslautern amat. | Niemcy   | Regionalliga   | 23    | 13     |
| 2002/03 | 1. FC Kaiserslautern       | Niemcy   | Bundesliga     | 16    | 2      |
| 2002/03 | 1. FC Kaiserslautern amat. | Niemcy   | Regionalliga   | 16    | 2      |
| 2003/04 | 1. FC Kaiserslautern amat. | Niemcy   | Regionalliga   | 11    | 6      |
| 2003/04 | Sliema Wanderers           | Malta    | Premier League | 12    | 8      |
| 2004    | Lillestrøm SK              | Norwegia | Tippeligaen    | 9     | 0      |
| 2005    | Lillestrøm SK              | Norwegia | Tippeligaen    | 15    | 6      |
| 2006    | Lillestrøm SK              | Norwegia | Tippeligaen    | 24    | 11     |
| 2006/07 | Coventry City              | Anglia   | Championship   | 19    | 4      |
| 2007/08 | Coventry City              | Anglia   | Championship   | 41    | 10     |
| 2008/09 | Coventry City              | Anglia   | Championship   | 26    | 2      |
| 2008/09 | Barnsley                   | Anglia   | Championship   | 15    | 2      |
| 2009/10 | Valletta FC                | Malta    | Premier League | 7     | 7      |
| 2010/11 | Qormi FC                   | Malta    | Premier League | 5     | 7      |
| 2011/12 | Valletta FC                | Malta    | Premier League | 21    | 10     |

## Kariera reprezentacyjna
W reprezentacji Malty Mifsud zadebiutował 10 lutego 2000 roku w przegranym 0:1 towarzyskim spotkaniu z Albanią. Od czasu debiutu stał się podstawowym zawodnikiem kadry narodowej, a obecnie jest drugim najlepszym strzelcem po Carmelu Busuttilu, który w swojej karierze zdobył 23 gole w barwach Malty. 27 marca 2008 roku przyczynił się do najwyższego w historii zwycięstwa Malty, która pokonała Liechtenstein 7:1. Michael zdobył w tym meczu 5 bramek, w tym 3 w ciągu 21 minut.